# 莱芜日报
《莱芜日报》是中华人民共和国山东省济南市一份已经停刊的报纸，其前身是1988年1月1日创刊的《莱芜市报》，1993年1月，莱芜升为地级市，更名为《莱芜日报》，已发展到每周10张大报40个版面的规模，发行量每期3万余份，该报也是中共莱芜市委、莱芜市人民政府的喉舌。
因原莱芜市并入济南市，2019年1月16日，《莱芜日报》停刊。原《莱芜日报》订户将于1月17日起自动改订《济南日报》。